# Pleubian
Pleubian (en bretón, Pleuvihan) es una comuna francesa situada en el departamento de Côtes-d'Armor, en la región de Bretaña.

## Demografía
| 3523 | 3533 | 3401 | 3293 | 2963 | 2691 | 2304 |
| Para los censos de 1962 a 1999 la población legal corresponde a la población sin duplicidades (Fuente: INSEE [Consultar]) |      |      |      |      |      |      |